# بازیچه دوست‌داشتنی
بازیچه دوست‌داشتنی (دانمارکی: Det kære legetøj) فیلمی دانمارکی به کارگردانی گابریل آکسل و در حمایت از قانونی شدن پورنوگرافی است که در سال ۱۹۶۸ منتشر شد. از بازیگران آن می‌توان به برگیت برول و پل گلارگار اشاره کرد.
این فیلم نوعی کارزار بود که با در هم آمیختن مصاحبه‌ها، بازسازی‌ها روایت‌های غیرداستانی به شیوه‌ای شوخ‌آمیز به دنبال تمسخر و تضعیف قوانین سانسور دانمارک در آن زمان بود. شاید بتوان گفت که این فیلم در هدف خود موفق بوده‌است، زیرا یک سال پس از اکران، دانمارک به‌طور کامل پورنوگرافی را قانونی کرد.
این فیلم در فرانسه توقیف شد اما هم در انگلستان و هم در ایالات متحده آمریکا اکران شد و موج عظیمی از فیلم‌های مستند دربارهٔ پورنوگرافی را در دانمارک در پی داشت.